# Шехлун
Шехлун (Шехман) — река на полуострове Камчатка в России. Протекает по территории Усть-Камчатского района. Длина реки — 40 км.
Начинается в горах между горой Сучья и озером Высоким под названием Шехман. Течёт сначала в южном направлении. Севернее горы Крапивной, в лиственничном лесу, меняет направление течения на восточное. Южнее горы Шехлун принимает слева воды реки Шехлун, вытекающей из одноимённого озера, и принимает его название. Впадает в реку Крапивная слева на расстоянии 2 км от её устья на высоте 29,6 метров над уровнем моря.
Основные притоки — Прямой (правый), Левый Шехман, Шехлун (левые).
Гидроним имеет ительменское происхождение.
По данным государственного водного реестра России относится к Анадыро-Колымскому бассейновому округу.
Код водного объекта — 19070000112120000015745.